# Стара черешня
«Стара черешня» (азерб. «Gilas ağaci») — радянська дитяча короткометражна драма 1972 року, знята на кіностудії «Азербайджанфільм», є екранізацією однойменного оповідання Акрама Айліслі.

## Сюжет
Історія фільму відбувається в грізні роки Великої Вітчизняної війни. Фільм оповідає про життя нещасних дітей, батьки яких пішли на фронт, про страшні дні війни і про благородну мораль найдобрішої душі людей, які присвятили себе вихованню залишених батьками дітей. Дія відбувається в одному з віддалених сіл Азербайджанської РСР. Один з аксакалів цього села — Гулам Баба розповідає повчальні історії, і дітлахи завжди збираються поруч з ним, щоб його послухати з метою відгону у дітей поганих думок про війну. Якою б жахливою не була ВВВ, світ не може порушити бажання аксакала-мудреця, він виживає в важкі дні, завдяки його повчальним історіям і улюбленим дітям його села, на душі у нього дуже спокійно. Фільм знятий на замовлення ЦТ СРСР.

## У ролях
- Севіндж Ісамаїлова — Нігяр
- Солтан Мамедов — Садик
- Мамедрза Шейхзаманов — дід Гулам
- Лейла Бадирбейли — бабуся Мусафар
- Д. Аббдуллаєва — епізод
- Земфіра Ісмаїлова — мати Садика
- Мухтар Авшаров — Сафтаралі
- Фархад Ісмаїлов — епізод
- О. Шейхов — епізод
- Тарієл Гасимов — батько Садыка
- М. Рзаєв — епізод

## Знімальна група
- Автор сценарію: Акрам Айліслі
- Режисер-постановник: Тофік Ісмаїлов
- Оператор-постановник: Рафік Гамберов
- Художник-постановник: Фікрет Ахадов
- Композитор: Назім Алівердибеков
- Звукооператор: Паша Ібрагімов
- Другий оператор: Раміз Бабаєв
- Художник-гример: В. Березняков
- Монтажер: А. Філімонова
- Асистенти режисера: Джафар Асадов, Малік Аліджанов
- Асистент оператора: Сардар Валієв
- Асистент художника: Т. Малікзаде
- Диригент: Назім Рзаєв
- Редактор: Наталія Штейєр
- Директор фільму: Юсіф Юсіфзаде